# Cantone di Montrevault
Il Cantone di Montrevault era una divisione amministrativa dell'arrondissement di Cholet.
È stato soppresso a seguito della riforma complessiva dei cantoni del 2014, che è entrata in vigore con le elezioni dipartimentali del 2015.
Comprendeva i comuni di:
- La Boissière-sur-Èvre
- Chaudron-en-Mauges
- La Chaussaire
- Le Fief-Sauvin
- Le Fuilet
- Montrevault
- Le Puiset-Doré
- Saint-Pierre-Montlimart
- Saint-Quentin-en-Mauges
- Saint-Rémy-en-Mauges
- La Salle-et-Chapelle-Aubry